# Arata Kodama
Arata Kodama (児玉 新 Kodama Arata?, nacido el 8 de octubre de 1982 en Osaka) es un exfutbolista japonés. Jugaba de defensa y su último club fue el Oita Trinita de Japón.

## Trayectoria

### Clubes
| Club               | País  | Año         |
| ------------------ | ----- | ----------- |
| Gamba Osaka        | Japón | 2001 - 2005 |
| Kyoto Purple Sanga | Japón | 2006        |
| Shimizu S-Pulse    | Japón | 2007 - 2011 |
| Cerezo Osaka       | Japón | 2012        |
| Oita Trinita       | Japón | 2013        |

## Estadística de carrera

### J. League
| Club               | Año   | J. League | J. League | Copa J. League | Copa J. League | Total | Total |
| Club               | Año   | Part.     | Goles     | Part.          | Goles          | Part. | Goles |
| ------------------ | ----- | --------- | --------- | -------------- | -------------- | ----- | ----- |
| Gamba Osaka        | 2001  | 0         | 0         | 0              | 0              | 0     | 0     |
| Gamba Osaka        | 2002  | 0         | 0         | 0              | 0              | 0     | 0     |
| Gamba Osaka        | 2003  | 9         | 0         | 1              | 0              | 10    | 0     |
| Gamba Osaka        | 2004  | 13        | 0         | 4              | 0              | 17    | 0     |
| Gamba Osaka        | 2005  | 3         | 0         | 7              | 0              | 10    | 0     |
| Kyoto Purple Sanga | 2006  | 31        | 0         | 4              | 0              | 35    | 0     |
| Shimizu S-Pulse    | 2007  | 33        | 0         | 6              | 0              | 39    | 0     |
| Shimizu S-Pulse    | 2008  | 26        | 0         | 5              | 0              | 31    | 0     |
| Shimizu S-Pulse    | 2009  | 30        | 1         | 9              | 0              | 39    | 1     |
| Shimizu S-Pulse    | 2010  | 15        | 0         | 5              | 0              | 20    | 0     |
| Shimizu S-Pulse    | 2011  | 2         | 0         | 0              | 0              | 2     | 0     |
| Cerezo Osaka       | 2012  | 3         | 0         | 0              | 0              | 3     | 0     |
| Oita Trinita       | 2013  | 11        | 0         | 4              | 0              | 15    | 0     |
| Total              | Total | 176       | 1         | 45             | 0              | 221   | 1     |

## Palmarés

### Títulos nacionales
| Título    | Club        | País  | Año  |
| --------- | ----------- | ----- | ---- |
| J1 League | Gamba Osaka | Japón | 2005 |